# Leskea angustata
Leskea angustata är en bladmossart som beskrevs av Thomas Taylor 1846. Leskea angustata ingår i släktet Leskea och familjen Leskeaceae. Inga underarter finns listade i Catalogue of Life.